# SN 2002jj
SN 2002jj – supernowa typu Ic odkryta 3 grudnia 2002 roku w galaktyce IC 340. W momencie odkrycia miała maksymalną jasność 16,50m.